# Championnats d'Europe de skeleton 2006
Navigation
Édition précédente Édition suivante
Les championnats d'Europe de skeleton 2006, douzième édition des championnats d'Europe de skeleton, ont lieu le 20 janvier 2006 à Saint-Moritz, en Suisse. L'épreuve masculine est remportée par le Suisse Gregor Stähli devant l'Allemand Frank Rommel et l'Autrichien Markus Penz tandis que la Suisse Maya Pedersen gagne l'épreuve féminine devant la Britannique Shelley Rudman et la Suisse Tanja Morel.